# Rallou Karatza
Prinzessin Rallou Karatza, griechisch Ραλλού Καρατζά, rumänisch Rallou Caragea (* 1778 in Konstantinopel; † 1870 in Thornberg) war eine griechische Schauspielerin, Theaterleiterin, Übersetzerin und Teilnehmerin der Griechischen Revolution.

## Leben
Rallou entstammte der phanariotischen Adelsfamilie der Caradja. Als Tochter des Fürsten Ioannis Georgios Karatzas – von 1812 bis 1818 Herrscher über die Walachei – genoss Rallou Karatza eine erstklassige Ausbildung; sie sprach Griechisch, Französisch, Deutsch und Türkisch und hatte hervorragende Kenntnisse in Literatur, europäischer Musik und Theater. Sie entwickelte früh eine Leidenschaft für das Theater. Sie begründete das erste Theater in Bukarest, das als Cişmeaua Roşie (‚Roter Brunnen‘) bekannt war. Sie richtete hierfür zunächst eine Bühne im Palast ein und bildete ein Ensemble aus Schülern der griechischen Schule in Bukarest. Sie übersetzte und inszenierte Stücke aus Westeuropa: Hekabe von Euripides (1817), Brutus von Voltaire, Die Räuber von Friedrich Schiller und Die Italienerin in Algier von Gioachino Rossini. Sie propagierte dadurch die Ideen der Aufklärung und der Befreiung Griechenlands.
Sie schloss sich der Filiki Eteria an, die die Befreiung Griechenlands von der osmanischen Herrschaft anstrebte. Den talentierten Schauspieler Konstantinos Kyriakos-Aristia ließ sie auf ihre Kosten in Frankreich bei François-Joseph Talma Schauspielkunst studieren. 1818 musste sich ihr Vater ins Exil begeben, um den Repressionsmaßnahmen der Osmanen zu entgehen. Rallou Karatza begleitete ihn nach Italien und lebte in Pisa. 1829 zog sie nach Athen.
Rallou Karatza war verheiratet mit Georgios Argyropoulos und hatte zwei Kinder.